# Rochebrune (Hautes-Alpes)
Rochebrune település Franciaországban, Hautes-Alpes megyében. Lakosainak száma 197 fő (2022. január 1.). Rochebrune Bellaffaire, Gigors, Piégut, Bréziers, Espinasses, Remollon, Théus és Ubaye-Serre-Ponçon községekkel határos.

## Népesség
A település népessége az elmúlt években az alábbi módon változott:
| Lakosok száma | 78   | 106  | 99   | 144  | 169  | 170  | 171  | 175  | 179  | 197  |
|               | 1968 | 1982 | 1990 | 2006 | 2013 | 2015 | 2017 | 2019 | 2020 | 2022 |